# Сунь Сымяо
Сунь Сымяо (кит. трад. 孫思邈, упр. 孙思邈, пиньинь Sūn Sīmiǎo, 581—682) — китайский врач времен империи Тан, внесший большой вклад во многие области традиционной китайской медицины, в частности в её фармакологию и учение о медицинской значимости продуктов питания. Уделял также внимание теории иглоукалывания.
Его помнят не только за его превосходные медицинские навыки, но и за его праведность, честность и благородство. В народе он уважительно прозван Королём Фармацевтики (药王, Яо-ван; титул также переводят как «князь медицины»). В поздней китайской народной мифологии обожествлён, став покровителем лекарей, изготовителей снадобий и торговцев лекарственными средствами.

## Медицинские труды Сунь Сы-мяо
- «Необходимые рецепты, стоящие тысячу золотых монет» (кит. трад. 備急千金要方, упр. 备急千金要方, пиньинь Бейцзи цянь цзинь яофан), или просто «Рецепты, стоящие тысячу золотых монет» (千金要方, Цянь цзинь яофан). Значительная часть работы посвящена иглоукалыванию. Глава 26, «Лечение едой» (食治) — одна из древнейших работ по диетологии[7].

## См. также

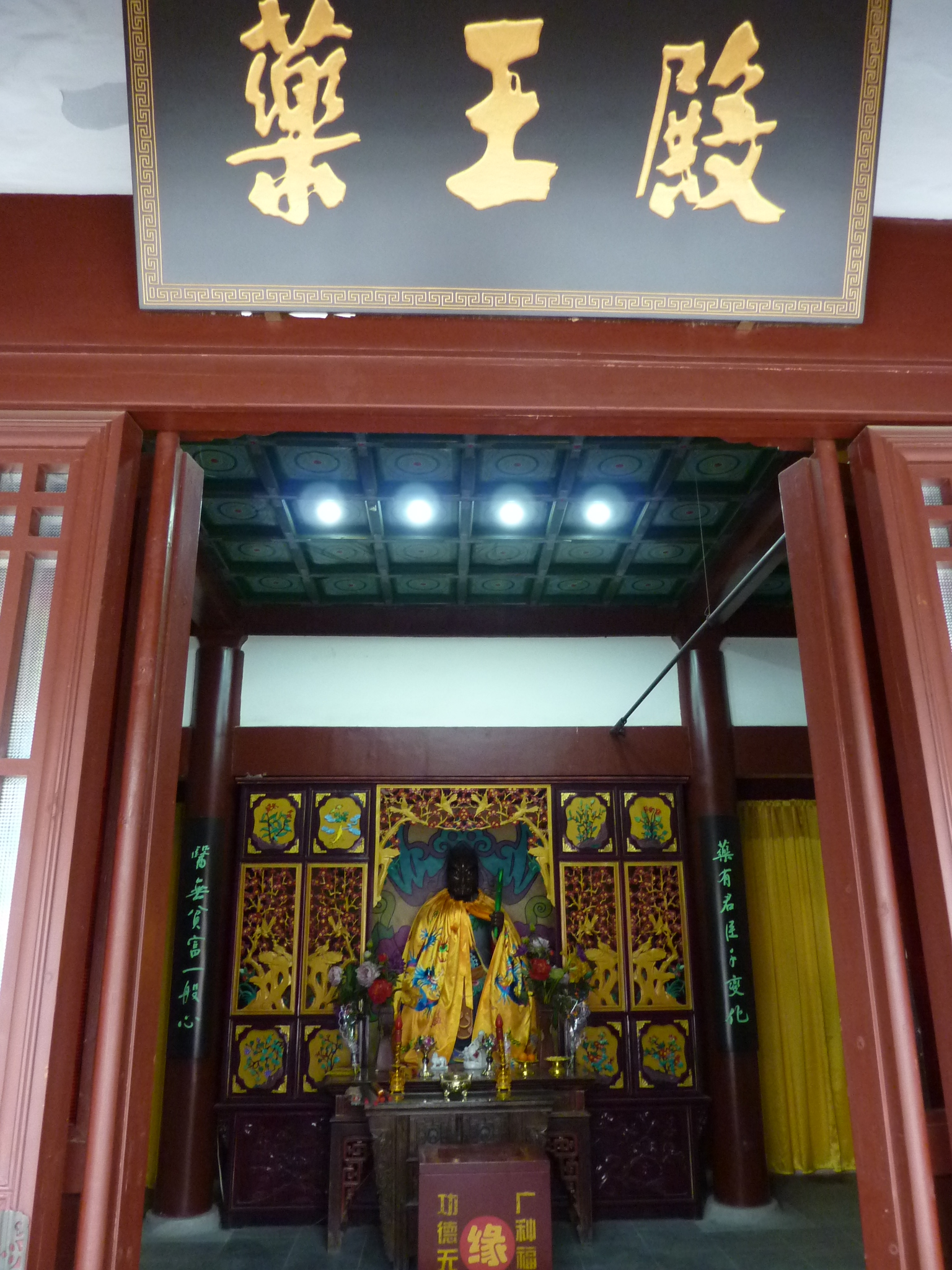
Павильон Яо-вана в храмовом комплексе Тяньфэй-гун в Нанкине